# San Luis (Antioquia)
San Luis es un municipio de Colombia, localizado en la subregión Oriente del departamento de Antioquia. Limita por el norte con los municipios de San Carlos y Puerto Nare, por el este con el municipio de Puerto Triunfo, por el sur con el municipio de San Francisco y por el oeste con los municipios de Cocorná y Granada.
Su temperatura media es de 24 °C. Su cabecera municipal está a 124 km de la ciudad de Medellín, capital del departamento de Antioquia, y el municipio posee una extensión de 453 km². Está ubicado en medio de un ecosistema de gran biodiversidad con muchas especies silvestres, algunas de ellas endémicas. Las piscinas naturales y las cascadas que forma el río Dormilón son muy apreciadas por los turistas y visitantes.

## Toponimia
Las familias granadinas colonizadoras del territorio decidieron llamarlo en honor a San Luis Gonzaga, Santo y Patrono actual del municipio.

## Historia
Históricamente, San Luis es un testimonio vivo del afamado talante colonizador de la región paisa de Colombia. En la historia de San Luis podemos encontramos los atentados guerrilleros, como lo son los de la llamada "chusma" que causaron el desplazamiento de muchas familias hacia otros municipios, la explosión con pipetas en la ahora alcaldía vieja y también atentados en el comando, cosas que mantenían a las personas encerradas en sus casas debido al miedo a que dañaran a sus familiares o a ellos.
El devenir casi puro del talante antioqueño pacífico y emprendedor. Desde los pueblos establecidos de Antioquia y muy particularmente los del oriente de este departamento, por los años medios del siglo XIX se produjo un flujo migratorio colonizador de los paisas hacia las tierras del sur, buscando feracidad por el alto río Cauca, el Tolima, el departamento de Caldas y el Valle del Cauca en su zona norte.
Cuentan las crónicas que dentro de esta particular situación, un virtuoso prelado de nombre Clemente Giraldo, reverendo sacerdote, animó a algunos de sus vecinos para que emprendieran otra exploración colonizadora. El reverendo era a la sazón, hace aproximadamente 120 años, párroco de la localidad ya establecida de Vahos, hoy día denominado municipio de Granada. El cura, de gran visión, trató con estos ánimos de desviar a sus parroquianos en la nueva expedición de la ruta clásica de los colonizadores, y de tal manera propuso a un grupo de ellos estudiar posibilidades para desarrollar cultivos fértiles en las vertientes del río Magdalena, principalmente en las hoyas del río Samaná y otros afluentes del Magdalena. La idea fundamental acá, como sucedió con toda la Colonización Antioqueña, consistía en abrir rutas nuevas por inmensísimas regiones prácticamente vacías todavía.
Así fue como alzaron rumbo con sus mulas y familias algunos colonizadores entre quienes se recuerda a Samuel y José María Gómez, Silverio Hernández, Serafín Yepes, Nepomuceno Castaño, Cayetano Rivas, José María y Emigdio Suárez, Ramón Giraldo, Antinógenes García, Sergio Marín y Antonio González. 
La crónica continúa diciendo que este comando, una vez se vio muy alejado de sus orígenes, decidió escoger un sitio para establecer un asentamiento o cuartel general desde el cual continuar con su exploración. Corría 1875, y en agosto de tal año se detuvieron para tal objetivo en el preciso lugar que hoy San Luis ocupa. 
Los colonos, muy católicos como toda Antioquia, llamaron San Luis a este paraje debido a que el día de esta fecha corresponde a tal santo en la clasificación católica. 
No mucho después, en 1878 el caserío inicial había hecho mérito para ser elegido por el gobierno del departamento en la categoría de fracción, quedando inicialmente bajo jurisdicción del municipio de San Carlos, pero su empuje lo condujo ese mismísimo año a separarse como comunidad independiente, y cobró entonces San Luis vida autónoma, conservando oficialmente el nombre original que habían designado sus fundadores y mediante mandato de Ley 136 del primero de mayo de ese año.
En el municipio se erigió un busto en honor al padre Clemente Giraldo en 1983, conmemorando los 50 años de la muerte del Fundador. Así mismo el Municipio de Granada dono al Concejo Municipal una pintura al óleo que aún hoy se conserva en el recinto municipal. Dentro de la semana del 25 de agosto se celebran actos conmemorativos a la fecha de fundación y el tradicional Paseo Comunitario en el que toda la comunidad participa declarándose día cívico.

## Generalidades

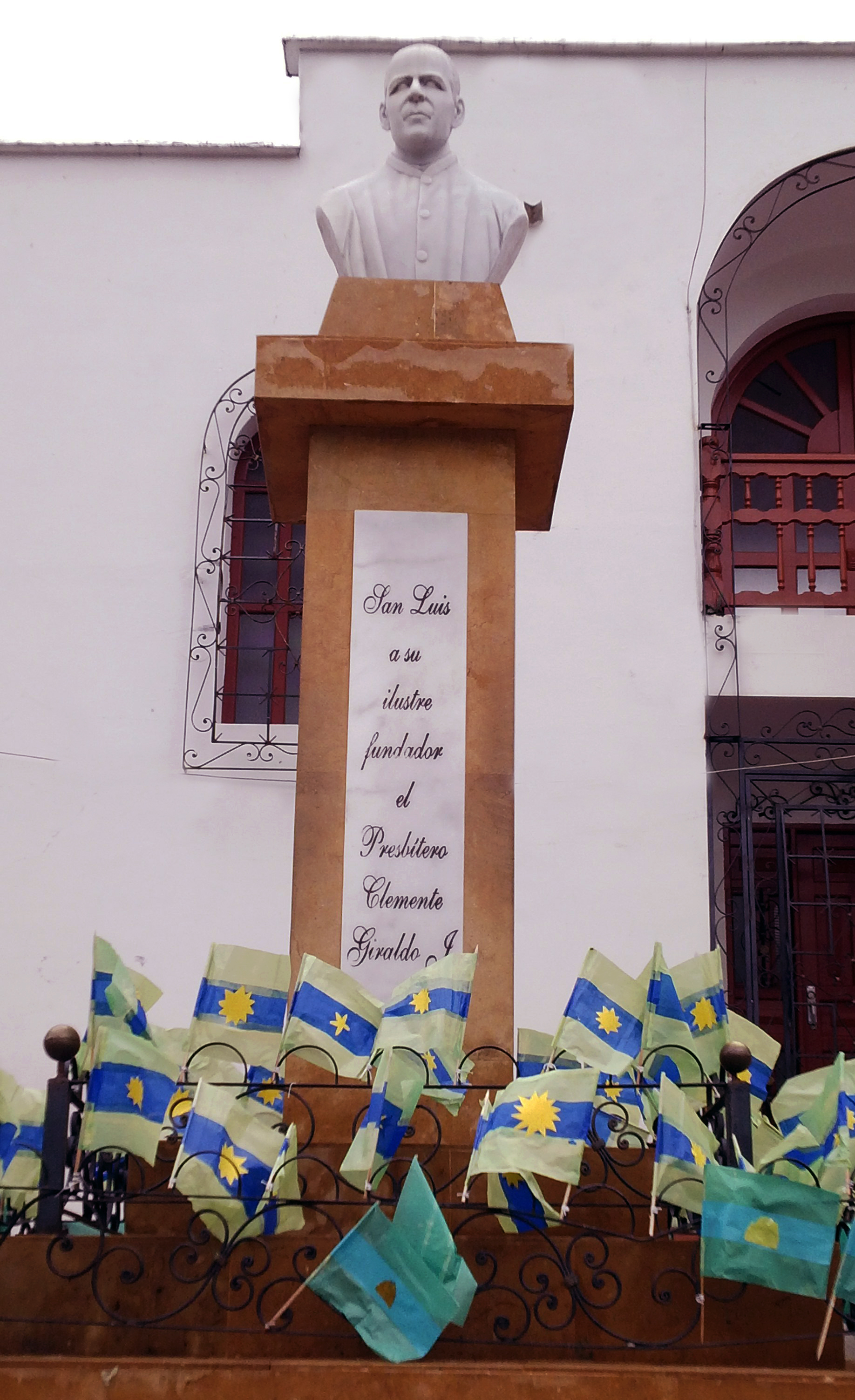
Busto del padre Clemente Giraldo Fundador de San Luis

- Fundación: El 25 de agosto de 1875
- Erección: 1882
- Fundador: Clérigo Clemente Giraldo.[3]

El municipio está comunicado por carretera con San Carlos, Puerto Nare, San Francisco y Jerusalén (este último centro poblado del municipio de Sonsón).
Se lo conoce con los apelativos de "Fortín Maderero" y "Perla Verde de Oriente". En otrora este municipio abastecía a gran parte de los municipios cercanos de Medellín de madera. Sin embargo esto al ser un recurso no renovable, poco a poco fue desgastando los recursos y economía local. Por ello ahora se realza un espíritu de conservación más ecológico conservando sus fuentes naturales y biodiversidad.
Hoy el municipio apuesta por el ecoturismo como uno de los principales renglones sociales y de economía por su agradable clima y gran biodiversidad, sus ríos, charcos, árboles gigantes y un paisaje hermoso, para vivir una gran experiencia que puede atraer a los visitantes.

## División Político-Administrativa
Además de su Cabecera municipal. San Luis tiene bajo su jurisdicción  los centros poblados:
- Buenos Aires
- El Prodigio
- El Silencio
- La Tebaida
- Monteloro (La Josefina)
- Sopetrán

### Veredas
El municipio tiene constituido las siguientes veredas: Las Margaritas, Las Confusas, La Cumbre, La Arauca, La Cristalina, Altavista, La Independencia, La Palma, Los Medios.

## Demografía

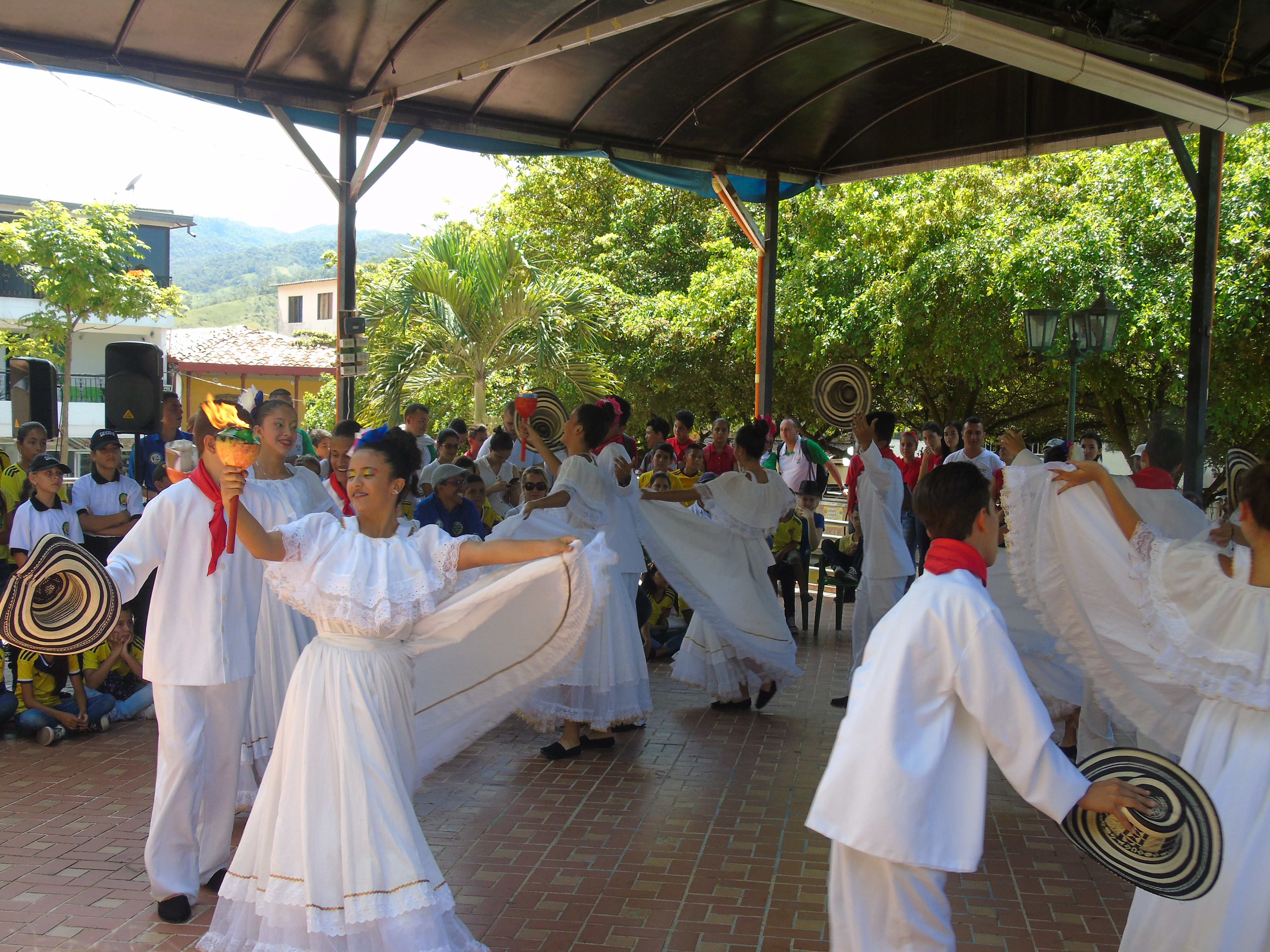
Muestra y Talento Cultural de los Jóvenes en San Luis Antioquia

Población total: 12 995 habitantes. (2018)
- Población urbana: 7 408
- Población rural: 5 587

Alfabetismo: 85.4 % (2005)
- Zona urbana: 88.7 %
- Zona rural: 82.9 %

### Etnografía
Según las cifras presentadas por el DANE del censo 2005, la composición etnográfica del municipio es: 
- Mestizos & blancos (99,6 %)
- Afrocolombianos (0,4 %)

## Economía
El municipio de San Luis posee una predominancia económica en el sector agrícola, con una fortaleza en los cultivos de café y caña panelera, con mucha importancia, cacao,maíz, frutales de clima medio y caliente, en menor medida y transitorios de pan coger, con cultivos de aguacate, plátano, banano bocadillo y yuca.
La caña panelera, siendo esta de gran importancia ya que cuenta con 65 trapiches artesanales y seis comunitarios, estos últimos cumplen con estándares de calidad y con diversificación de la producción, ya no solo se produce en bloque, sino que se ha impulsado la producción de panela pulverizada y granulada.

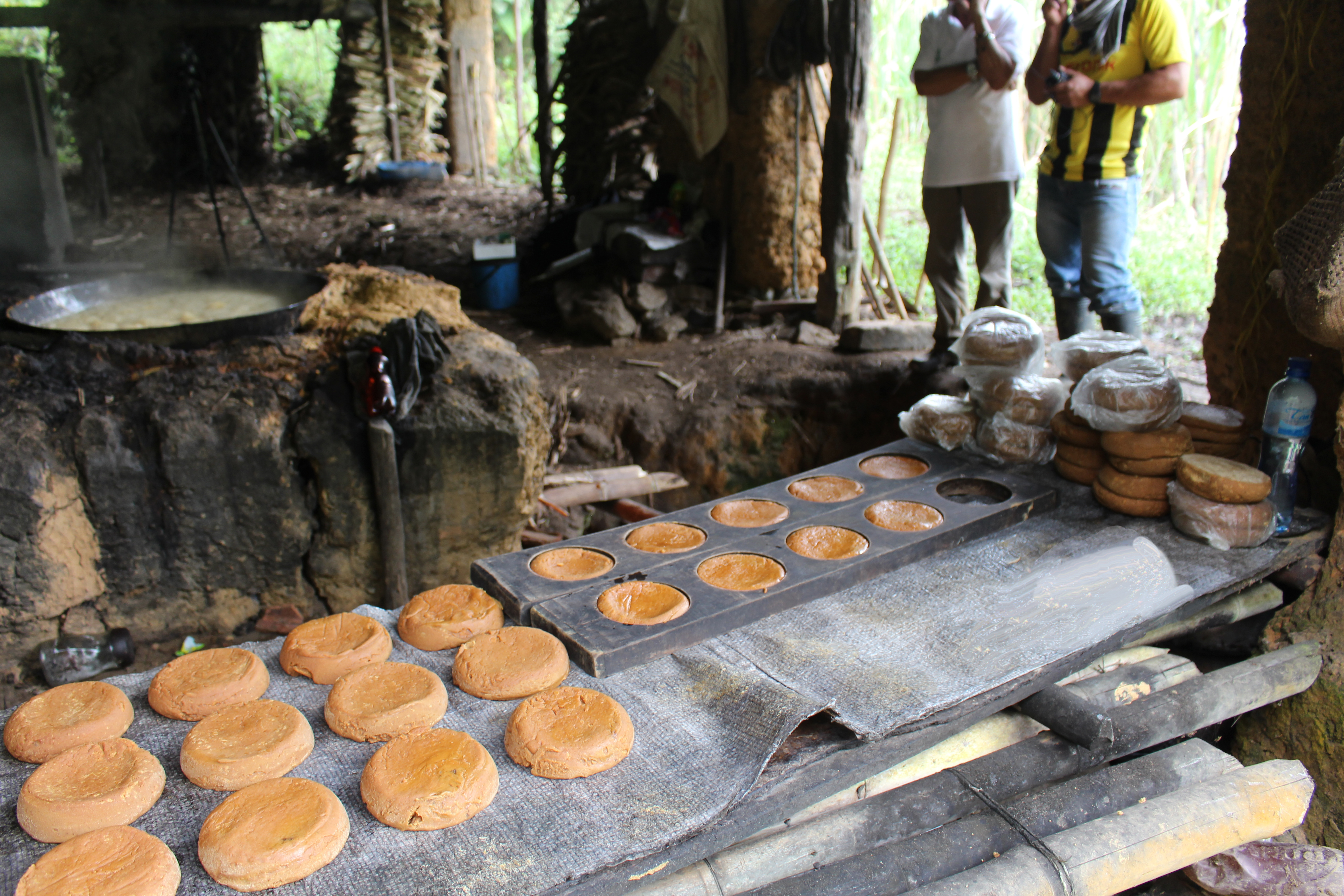
Trapiche Tradicional Panelero San Luis Antioquia

El sector con más organización es el de la caficultura, que cuenta con una federación fuerte, con mucho conocimiento del sector y un buen sistema de información, con técnicos permanentes que asesoran a los productores. Es importante mejorar la calidad productiva y establecer marca propia con puntos de venta local y regional.
También se maneja la ganadería principalmente en las zonas del centro poblado El Prodigio limítrofes con el Magdalena Medio. Igualmente, la explotación de madera representa un renglón de la economía campesina aunque hoy en día se busca apostar más por la conservación de este recurso no renovable 

## Fiestas
Las principales festividades de San Luis:

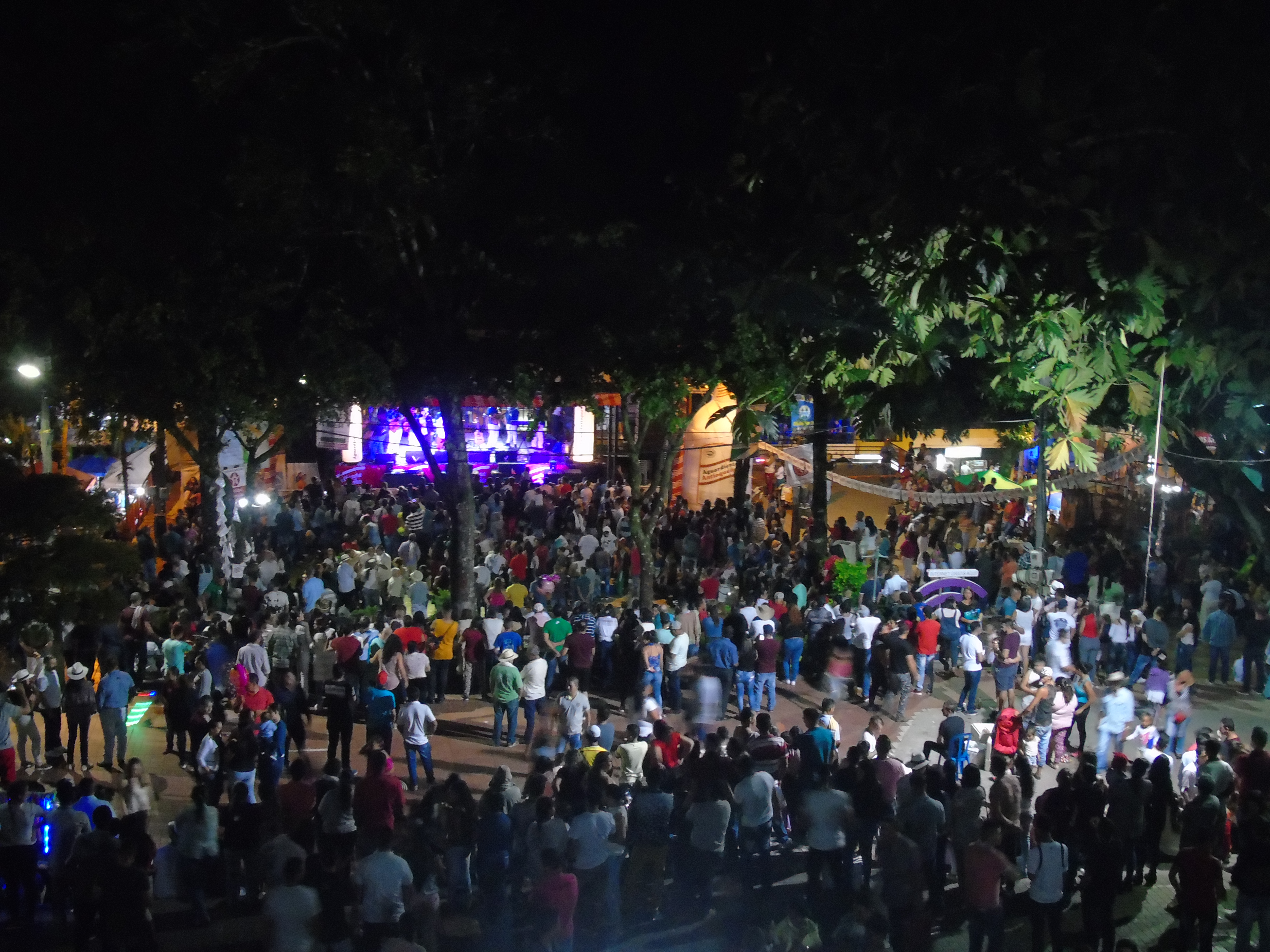
Fiestas del campesino y La Madera San Luis Antioquia

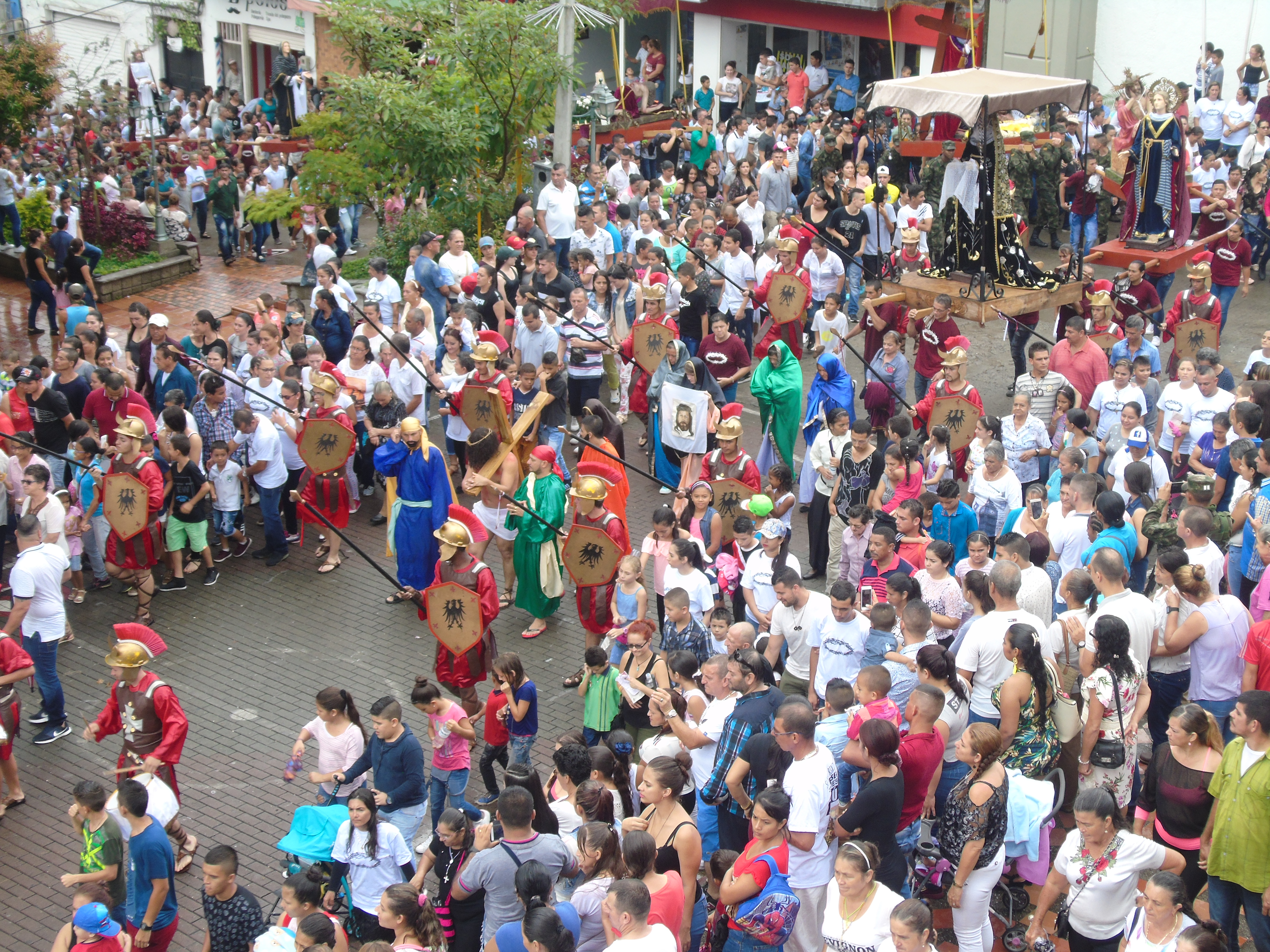
Semana Santa en San Luis Antioquia

- Fiestas de la Madera y del Campesino (último puente - junio)
- Efemérides sanluisanas (Fundación) y de la casa de la cultura (agosto)
- Fiestas patronales de San Luis Gonzaga
- Festival de Primavera
- Semana Santa
- Encuentro de colonias Sanluisanas (enero - Puente de Reyes)
- Semana del Niño
- Fiestas del retorno en El Prodigio (enero)
- Fiestas de las colonias en el Casco Urbano (enero)

## Símbolos patrios
- FE: Una de las virtudes que tiene las gentes de este pueblo.
- ESPERANZA: un sentimiento, otra de las virtudes de los sanluisanos en cuanto a confianza en sí mismo para lograr sus objetivos o metas propuestas.

- FUTURO: El progreso, los nuevos horizontes que están llegando poco a poco al pueblo y a sus gentes.

Luego en forma circular el nombre de: “ESCUDO DE SAN LUIS”. En fondo blanco y verde representado los colores y la bandera de Antioquia, ya que pertenecemos a este Departamento, de igual manera es símbolo de tranquilidad, ya que San Luis es pueblo pacífico. Luego aparecen dos fechas importantes en la historia del Municipio como son: 1882, año de erección en Municipio y 1976 fecha de fundación.
Luego aparece el tricolor Nacional abrazando con su tela la mitad del círculo que conforma el escudo; la bandera representa que estamos ubicados geográficamente en este nuestro país Colombia, termina en un descuelgue de sus pliegos y aparece una franja muy pequeña de color rojo. Esta franja representa parte de la historia del Municipio su acontecer e idiosincrasia.
En el interior del escudo aparece un ARRIERO Y SU MULA, el arriero, representa la calidad de gente que hay en San Luis como médicos, músicos, labradores, aserradores, poetas, tantas virtudes que tiene la gente sanluisana, también significa que nosotros partimos del arriero con sus alpargatas, su sombrero, machete, carriel y ruana y esa idiosincrasia que para muchos pueblos ha pasado a la historia, tiene entre nosotros mismos ejemplo vivo de esa Antioquia de hombres guapos.
El camino que se abre a los pies del arriero, simboliza los nuevos horizontes que se están abriendo para nuestro pueblo, para nuestras gentes.
Al otro lado del interior aparece la iglesia San Luis Gonzaga.

## Patrimonio histórico artístico y destinos ecológicos

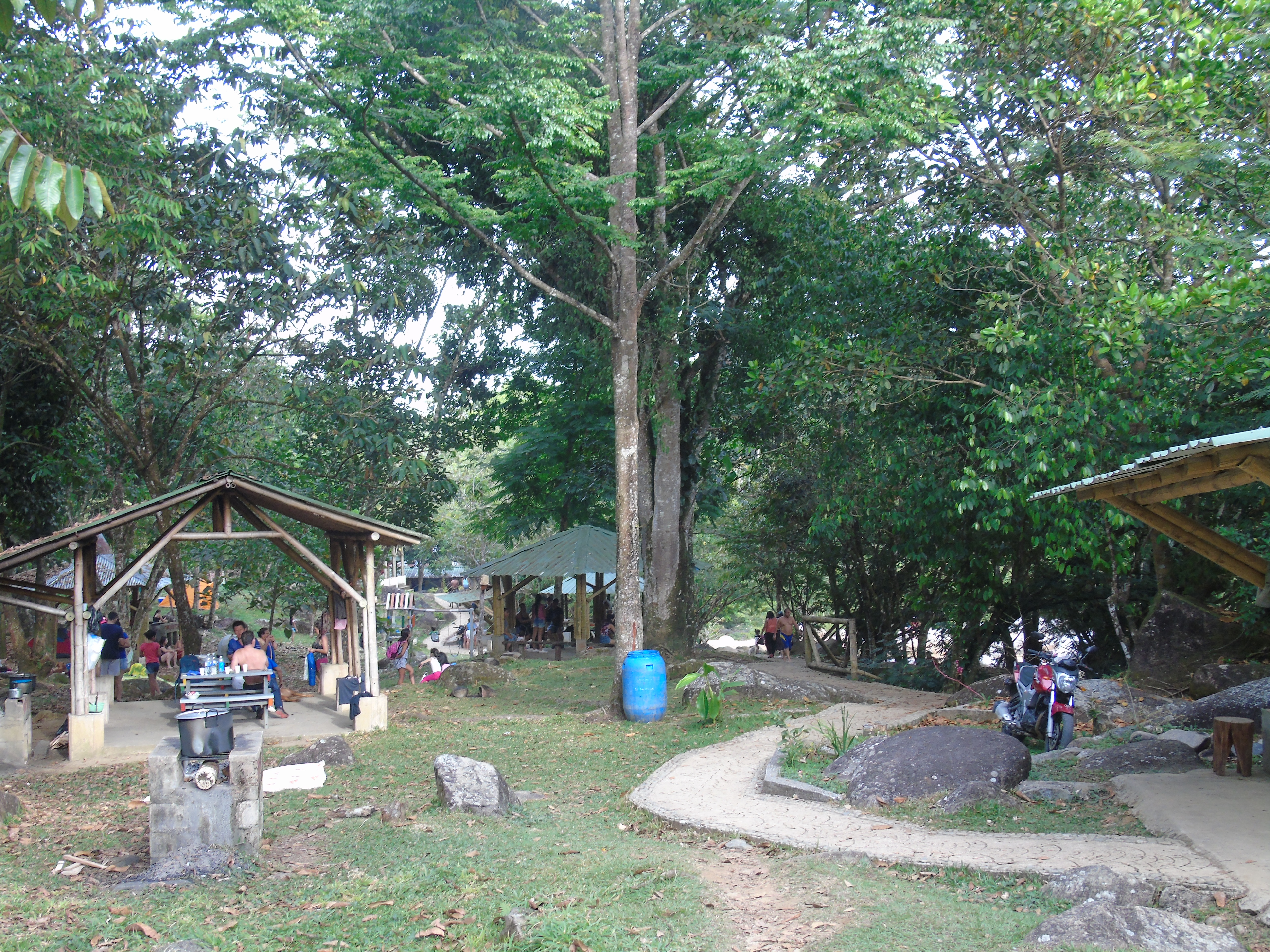
Kioscos y zonas de acampada en el sendero ecológico El Balseadero

Sendero ecológico El Balseadero: Camino de piedra bordeado de vegetación nativa. Este lugar ofrece al visitante gran cantidad de piscinas naturales formadas por rocas en las que se puede nadar, disfrutar y descansar. Sobre su recorrido podemos encontrar diferentes kioscos, zonas de asados, miradores, zonas de descanso y parque infantil, todo esto rodeado de abundante zona verde bañado sobre las aguas del río Dormilón y sus diferentes charcos naturales.

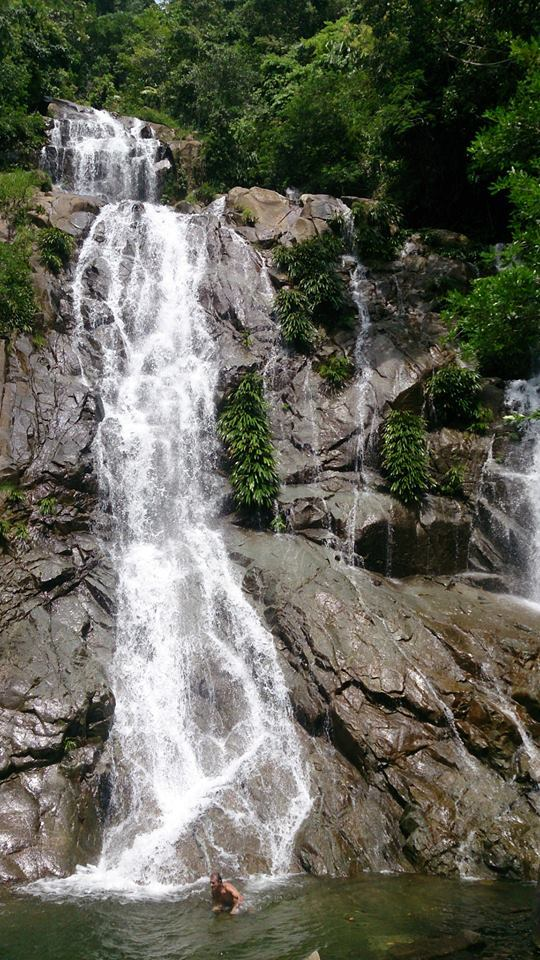
Cascada de la Cuba.

Altavista Reserva Forestal: con más de 30 especies de árboles maderables, refugios de águilas y una variada fauna y flora. Este lugar es el santuario natural del municipio de San Luis.
Cascada y Charco La Planta  El camino para llegar es por un sendero de escalas de piedra y cemento, cómodo y bien señalizado. Cuando se llega al sector de la Planta se abre una imagen alucinante: una cascada de 30 m de altura que en medio de rocas cae a un charco de 50 m de ancho por 35 m de largo. Es el Charco natural más grande del oriente antioqueño.

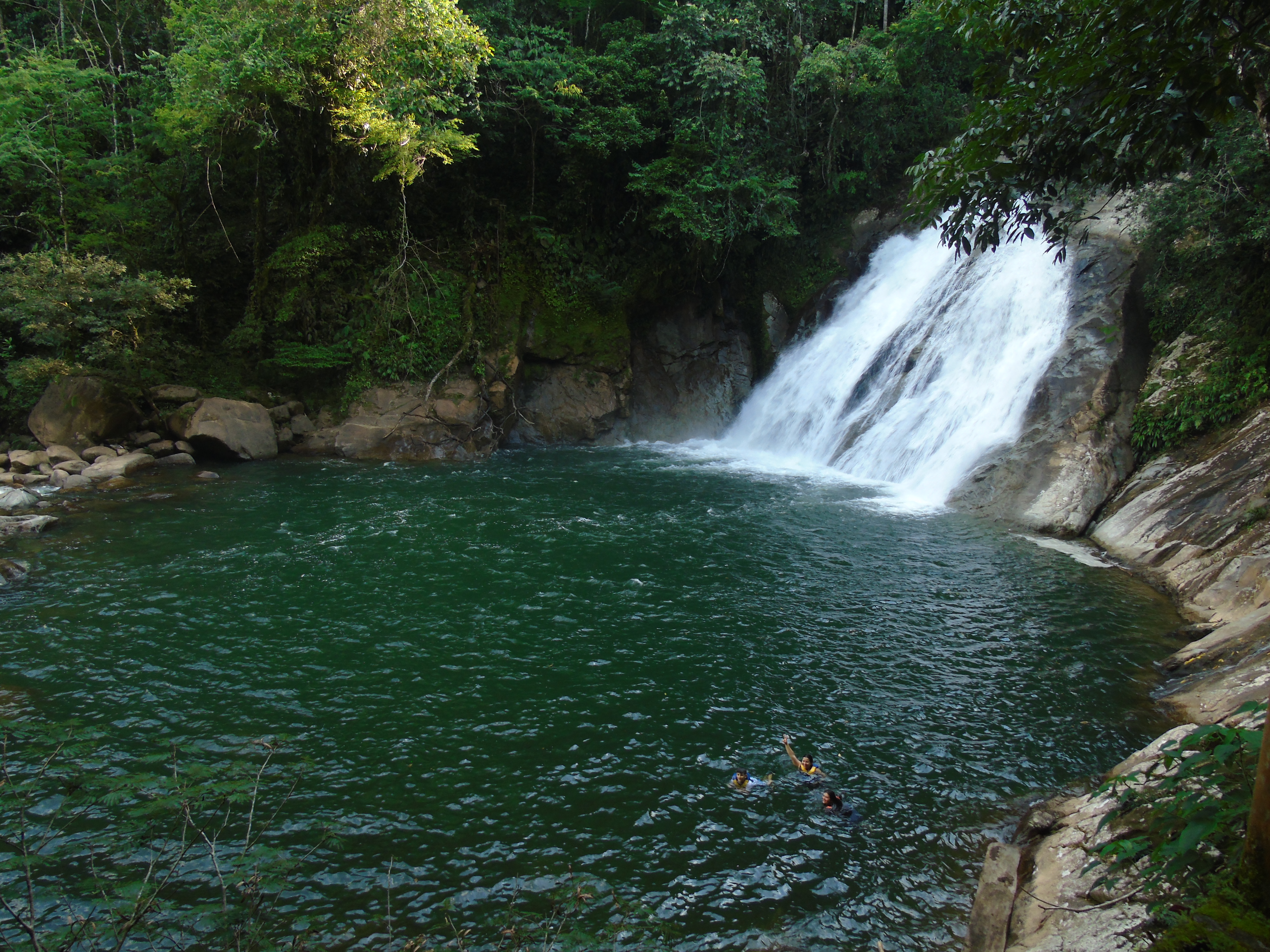
Charco y Cascada la Planta el más grande del oriente antioqueño

Cascada la Cuba: ubicada en la entrada del municipio después de dejar la autopista Medellín-Bogotá a 1 o 2 km aproximadamente, por la carretera que del cruce conduce hasta el casco urbano del municipio. Se levanta imponente con una caída de más de 100m dándole la bienvenida a propios y extraños que la observan abrumados por tanta belleza
Parque de las Heliconias: En este sitio experimental se han logrado 30 variedades de heliconias y se ha apoyado con semillas a los campesinos que han decidido cultivarlas con fines comerciales.
Cerro el Castellón: es la altura máxima en el área de la cabecera municipal, con una altura de 1800 metros sobre el nivel del mar. La historia cuenta que desde allí se divisó por primera vez las tierras que hoy ocupan la cabecera municipal y se decidió que allí se construiría el nuevo pueblo. Es una reserva natural importante porque se encuentran los nacimientos de las quebradas: El Vergel, La Tebaida, La Risaralda y La Cristalina Situado al suroeste de la cabecera municipal, se ingresa al sendero por la carretera que conduce al municipio de Granada. Desde que se llega a la quebrada la Risaralda y caminando por su margen izquierda, el recorrido está lleno de bondades; por las características del lugar los visitantes pueden observar gran número de aves y de insectos. Allí se encuentra el ecoparque El Castellón

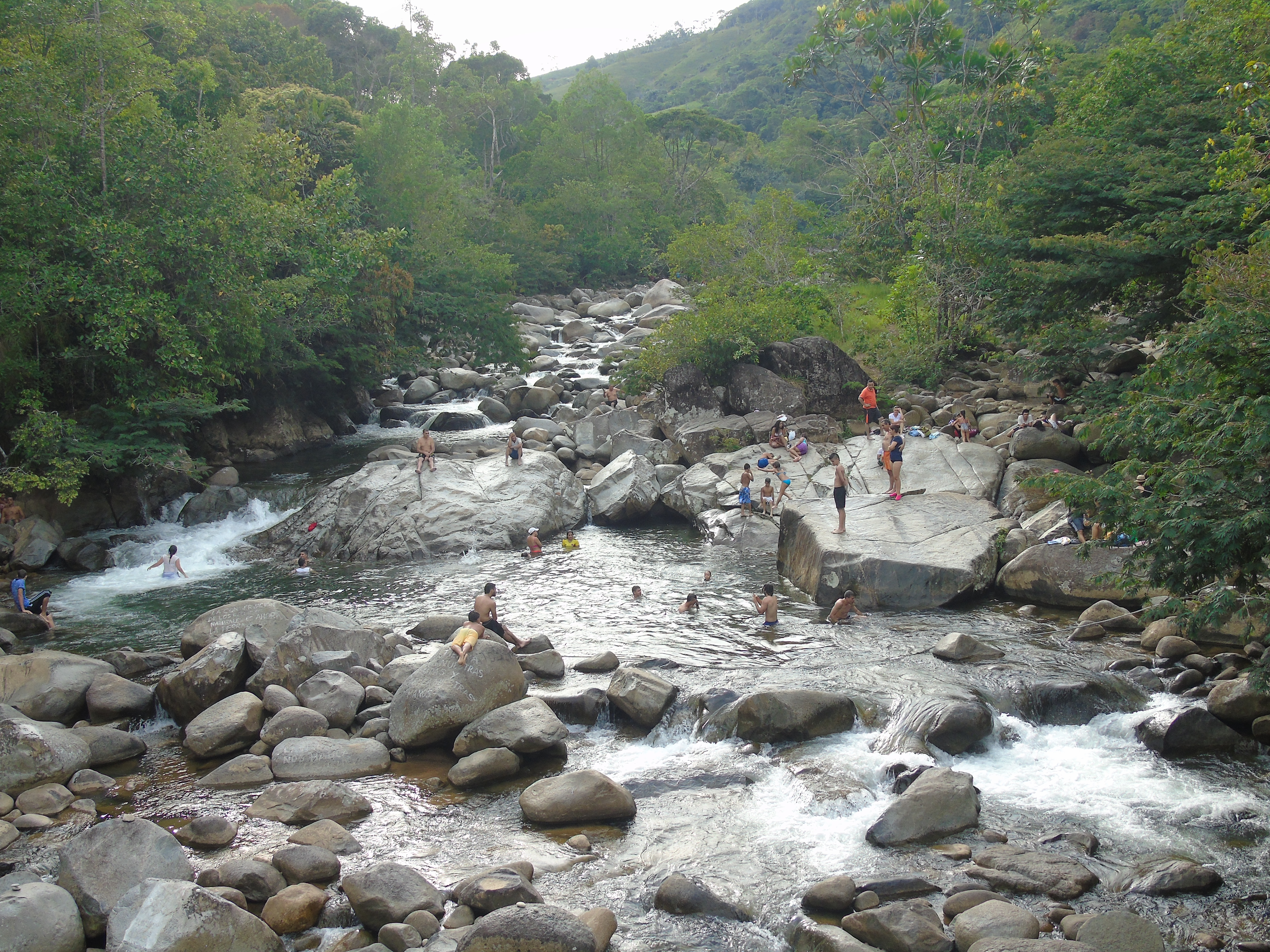
Charco el Balseadero sobre el Río Dormilón

Charco El Balseadero: Es uno de los charcos más visitados gracias a que se encuentra muy cerca del puente y a la vez del Sendero Ecológico-Turístico El Balseadero. Es un lugar amplio con diferentes  profundidades y lugares para reunirse con la familia. Su nombre se debe a que antiguamente bajo el puente se captaba el agua de la vieja central de energía que abastecía al municipio. Aun allí se pueden encontrar vestigios de esta antigua construcción.

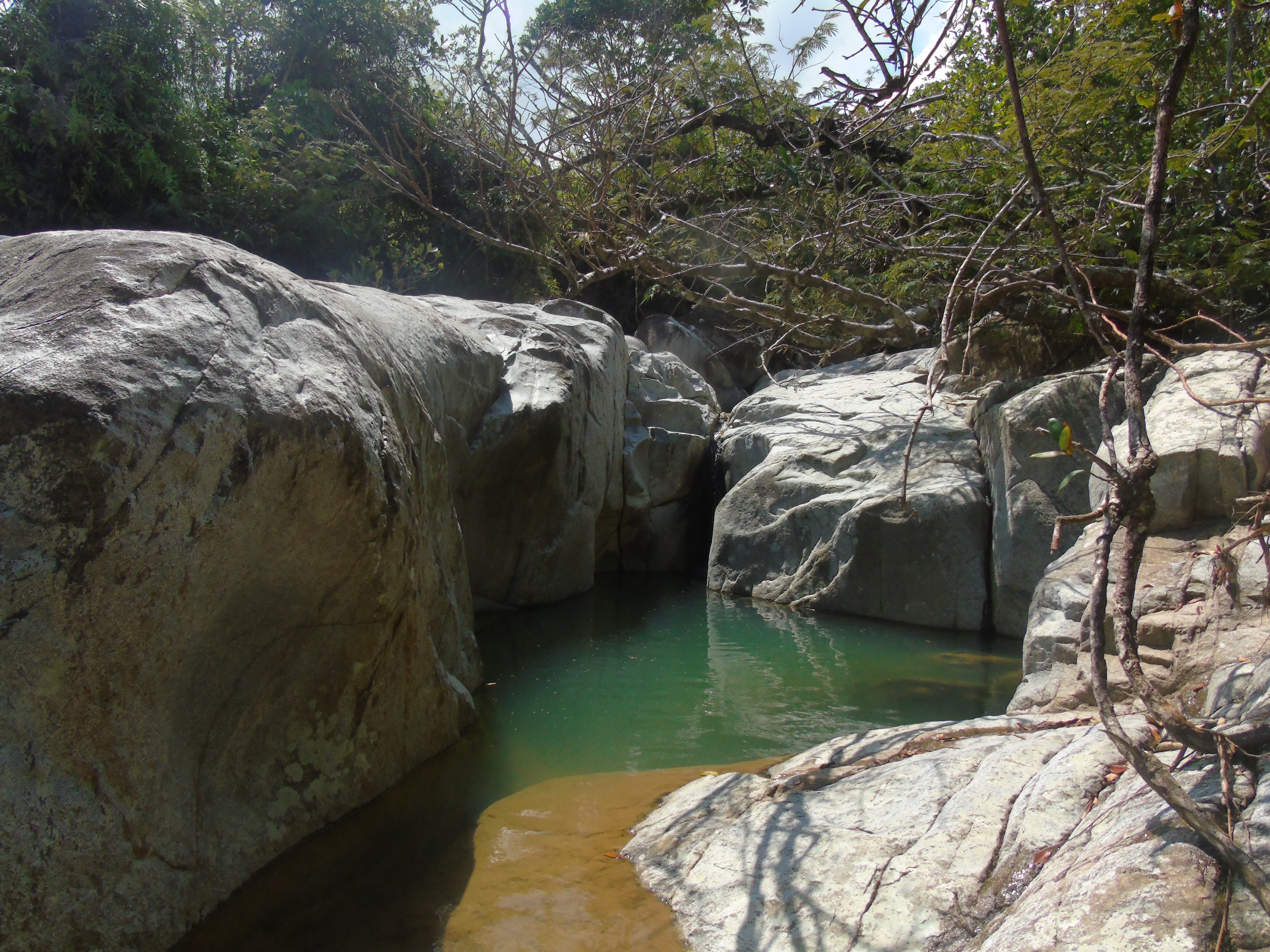
Charco las Piedras Piscina de los Indios (río Dormilón), San Luis, Antioquia

Las Piedras: lugar donde se dicen vivieron indígenas, allí se avistan piedras talladas por ellos, lisaderos naturales (piedras), una piscina natural que se dice fue hecha por ellos y que allí se bañaban, un río totalmente hermoso, una famosa "olleta" (minicascada en la cual los visitantes se deslizan y caen a un hoyo que los absorbe pero inmediatamente los saca a la superficie, y se llega a un "charco"), piscinas naturales formadas por piedras y rodeado de montañas asombrosas.

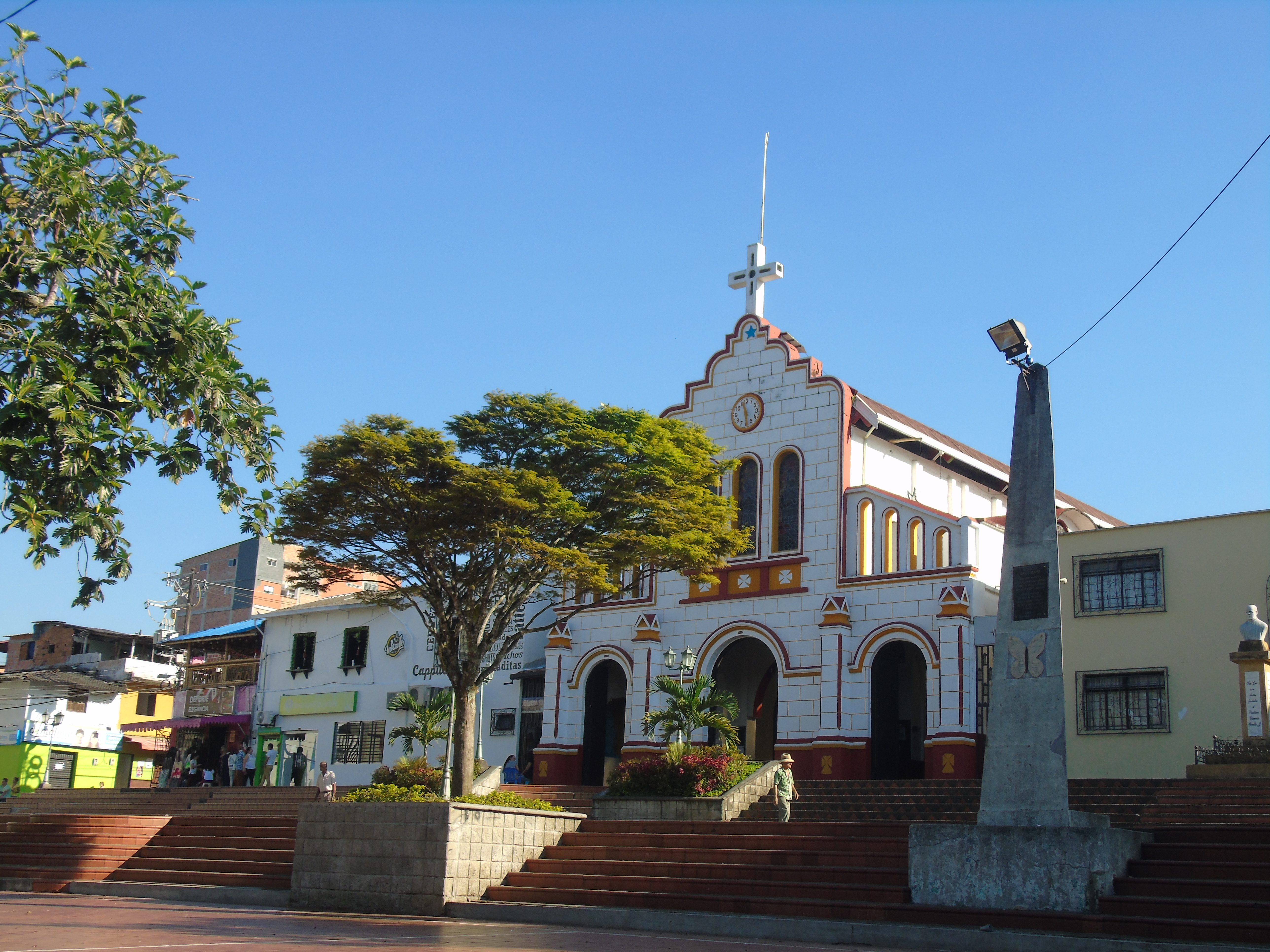
Frontis Iglesia San Luis Gonzaga

Iglesia de San Luis Gonzaga:  En el año 1878 se inició la construcción de la primera capilla, que fue inicialmente en techo de paja. Un año después, fue elevada a viceparroquia, dependiente de la parroquia de San Carlos. Desde este lugar se trasladaba el Pbro. Aparicio Gutiérrez a celebrar los oficios eclesiásticos a los colonos En 1883 el Pbro. Mariano Botero inició la construcción de un nuevo templo en tapia; posteriormente el Pbro. Julio Arango introdujo importantes reformas de ampliación y modernización del mismo y con algunos retoques estéticos dados por los últimos párrocos, principalmente por el Pbro. Jesús María García.Las dos capillas o naves laterales del templo, ubicadas a lado y lado del altar mayor fueron construidas siendo párroco el Pbro. Bernardo Londoño, las cuales están divididas por arcadas de medio punto, cielo rasos en madera, vanos con hermosos vitrales en las naves laterales y su frontis con un vitral que representa la Santísima Trinidad instalado por iniciativa del Pbro. Javier Toro Osorio. En la actualidad se sigue renovando con bellos murales y la construcción de dos monumentos en los laterales dedicados a San José y la Virgen María.

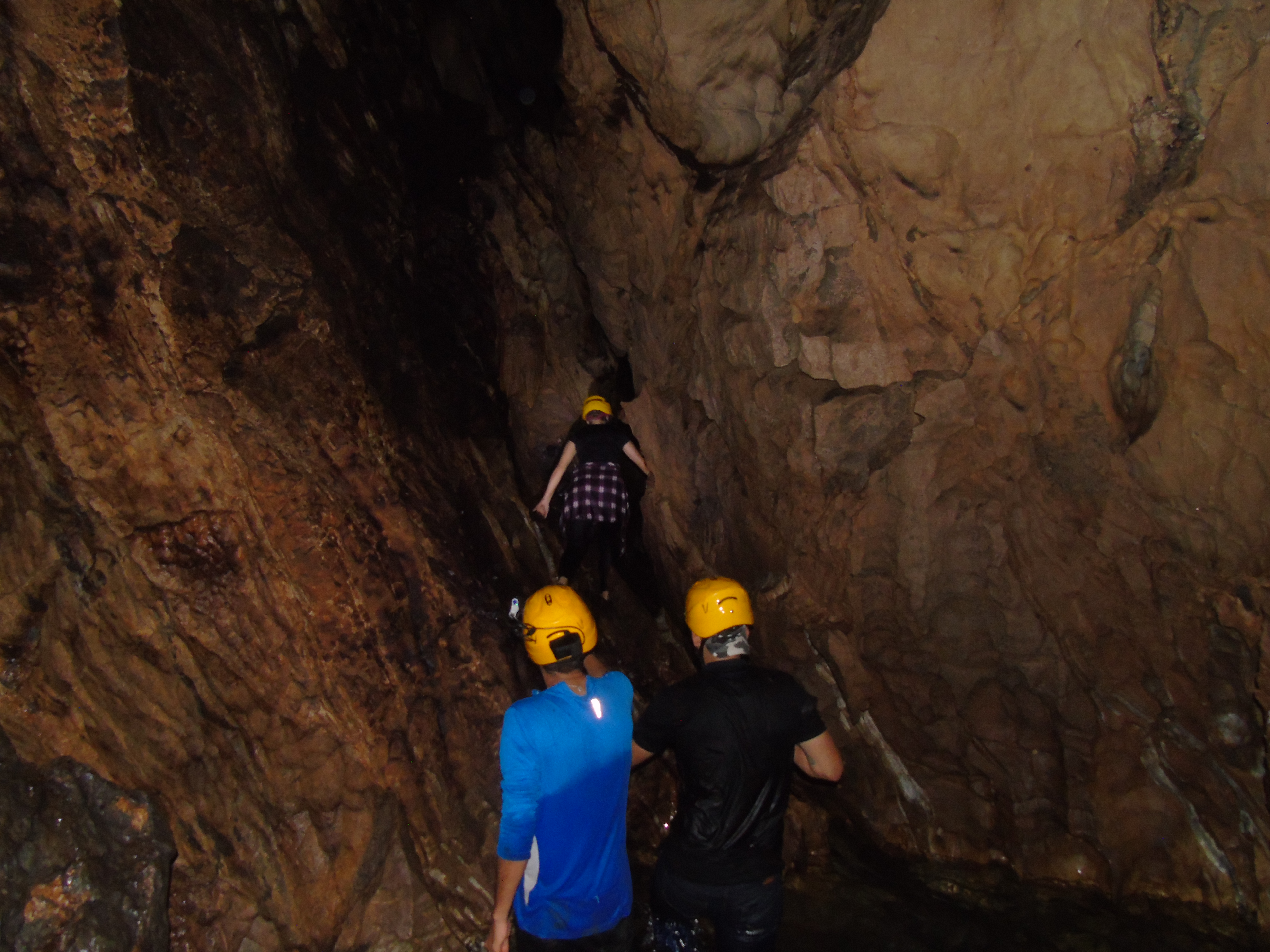
Cavernas y Grutas de El Prodigio San Luis Antioquia

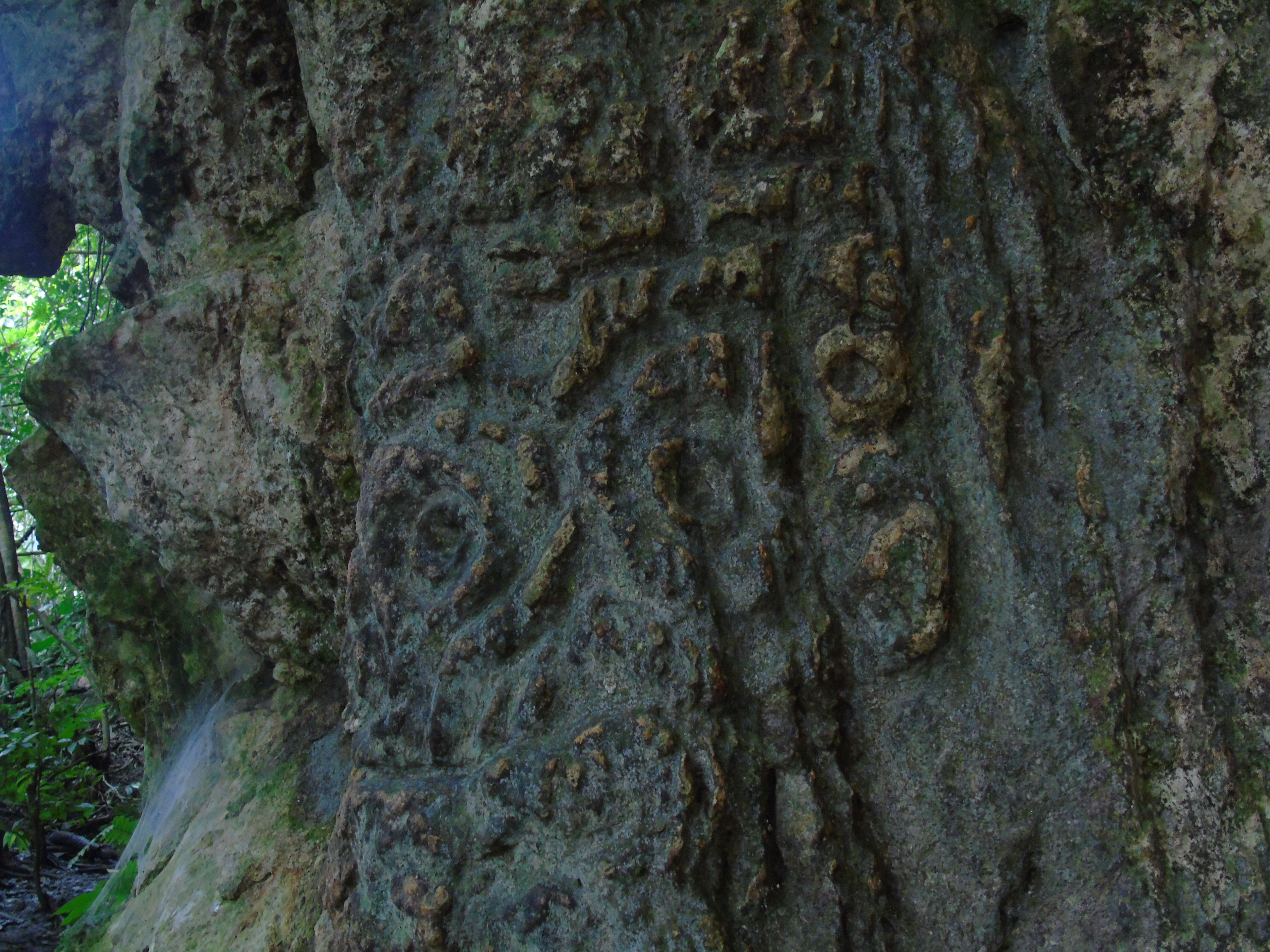
Petroglifo Indígena El Búho en el Prodigio San Luis Antioquia

El Prodigio: Puesta de entrada al Magdalena Medio a una hora de la cabecera municipal de San Luis con un clima cálido. Tierra principalmente de vocación ganadera y de explotación minera de calizas. Allí se localiza el cinturón kárstico donde la topografía de la montaña y la erosión con los ríos han formado diferentes cuevas y grutas que se pueden explorar con el turismo de aventura y expedición. También se han encontrado abundante material arqueológico principalmente de los indígenas Pantagoras que datan de más de veinte mil años. Su principal hallazgo y símbolo es el petroglifo del Búho a 15 minutos del centro poblado. Cuenta con oferta hotelera y grupos de guías. También la Iglesia de la Sagrada Eucaristía bellamente adornada en mármol de la región.
Centro experimental y de protección ecológico "El Faisán:  Sitio destinado por su propietario a la cría de boas en cautiverio y a la investigación de algunas especies animales, tales como ranas venenosas, serpientes, mariposas y otras especies. Ubicado en la Autopista Medellín Bogotá en la Vereda la Tebaida.
Cañón del Río Claro –  Samaná Norte: Está ubicado sobre el cañón del río Claro, sobre la autopista Medellín – Bogotá en la vereda Río Claro a solo 30 minutos del municipio  En este lugar predominan bosques secundarios ricos en mármol y calizas. Ofrecen en su recorrido zonas de acampada, cabañas  principalmente de reserva privada con costo. Sin embargo hay parajes y lugares en el río suyo acceso y disfrute son gratuitos al transparente río cuyo lecho es de mármol labrado por largas eras

## Alcaldes populares[6]
- César Buitrago Arias 2024 - 2027
- Henry Edilson Suárez Jiménez 2020 – 2023.
- José Maximino Castaño Castaño  2016 – 2019 (Segunda Vez)
- Carlos Mario Gómez Urrea 2012 – 2015
- José Maximino Castaño Castaño  2008 – 2011
- Rafael Antonio Giraldo Ceballos  2004 – 2007
- Hernando León Martínez Suárez 2001 – 2003
- Ramón Eduardo Gómez Urrea  1998 – 2000
- Edilma Inés Serna Marín (Provisionalidad del 25 de julio - 31 de diciembre de 1997)[7]
- Julio Alonso Martínez Suárez  1995 – 24 de julio de 1997 (Segunda Vez)
- Julio Arsecio Hoyos Arias  1992 – 1994
- Julio Alonso Martínez Suárez  1990 – 1991
- Juan Guillermo Restrepo Aristizábal  1988 – 1989

## Alcaldes de San Luis en sus 132 años de vida municipal
- 1987 Isabel Mosquera
- 1986 Julio Eusebio Hoyos García
- 1985 Juan Guillermo Restrepo
- 1984 Belmore Ayala
- 1983 Alirio Arias
- 1982 Jesús María Duque
- 1981 Libardo Valderrama G.
- 1980 Antonio J. Zapata O.
- 1978 José D. Parra Salazar
- 1977 Julio E. Henao T.
- 1977 Jairo Galeano A.
- 1975 Fernando Correa F.
- 1973 Israel Gálvez Jiménez
- 1972 Raúl Mejía Ángel
- 1971 Carlos E. Piedrahíta
- 1970 Néstor Gómez
- 1970 Jorge J. Paredes (Militar)
- 1969 Jesús Eleazar Areiza
- 1968 Severo Tórrez C. (Militar)
- 1967 Alberto Duque (Militar)